# Țițirigi
Țițirigi – wieś w Rumunii, w okręgu Mehedinți, w gminie Voloiac. W 2011 roku liczyła 56 mieszkańców.